# 첼로: 홍미주 일가 살인사건
첼로 - 홍미주 일가 살인사건은 2005년 공개된 대한민국의 영화이다.

## 배역
- 성현아 : 홍미주 역
- 박다안 : 김태연 역
- 정호빈 : 준기 역
- 왕빛나 : 경란 역
- 최지은 : 큰 딸 윤진 역
- 진지희 : 작은 딸 윤혜 역
- 이주나 : 지숙 역